# 洞 (行政区画)
洞（トン / ドン、朝: 동）は、朝鮮の市街地に置かれる行政区画の一つ。日本の町（町丁・街区）に相当する。

## 日本統治下の洞
日本統治下では、府（都市部）に洞が置かれた。ただし、日本人居住地は「町」と称した（例：京城府の明治町・本町）。
1930年代後半には、洞の町への改称も行われた（例：京城府の孔徳洞→孔徳町、桂洞→桂洞町）。

## 大韓民国の洞
大韓民国の洞には、法定洞と行政洞の2種類が重複的に存在する。日本語の「〜丁目」に相当する「〜街」が付加されることもある（例：龍山洞2街〔法定洞〕、龍山2街洞〔行政洞〕）。

### 法定洞
法定洞（ポプチョンドン、법정동）は、住所を示すものである。不動産登記などに用いる「正式な」地名であり、区域の変更（分洞・合洞）には大統領令や法律による手続きが必要となる。郵便番号は、原則として法定洞が基準となっている。

### 行政洞
行政洞（ヘンジョンドン、행정동）は、市・区の下位に置かれる行政区画である。行政運営洞（행정운영동）とも呼ばれる。行政洞には洞住民センター（동주민센터、旧称は洞事務所）が置かれ、地域住民に行政サービスを行っている。また地域住民の自治活動の拠点として住民自治センター（주민자치센터）が置かれる。管轄地域の変更は市区の条例によって行われるため、改編はしばしばおこなわれる。
行政洞と法定洞が一致することもあるが、複数の狭小な法定洞を一つの行政洞がまとめて管轄したり、広い法定洞を複数の行政洞に分割したりすることもある。古くからの都市の中心部では前者、新たに開発された郊外では後者の事例が多い。たとえばソウル旧市街の中心にある鍾路区では、仁寺洞など28個もの法定洞を管轄する行政洞として「鍾路1・2・3・4街洞」が置かれている。一方で郊外に位置する冠岳区の新林洞（法定洞）は、14の行政洞（新林本洞および新林1洞〜新林13洞）に分割されている。

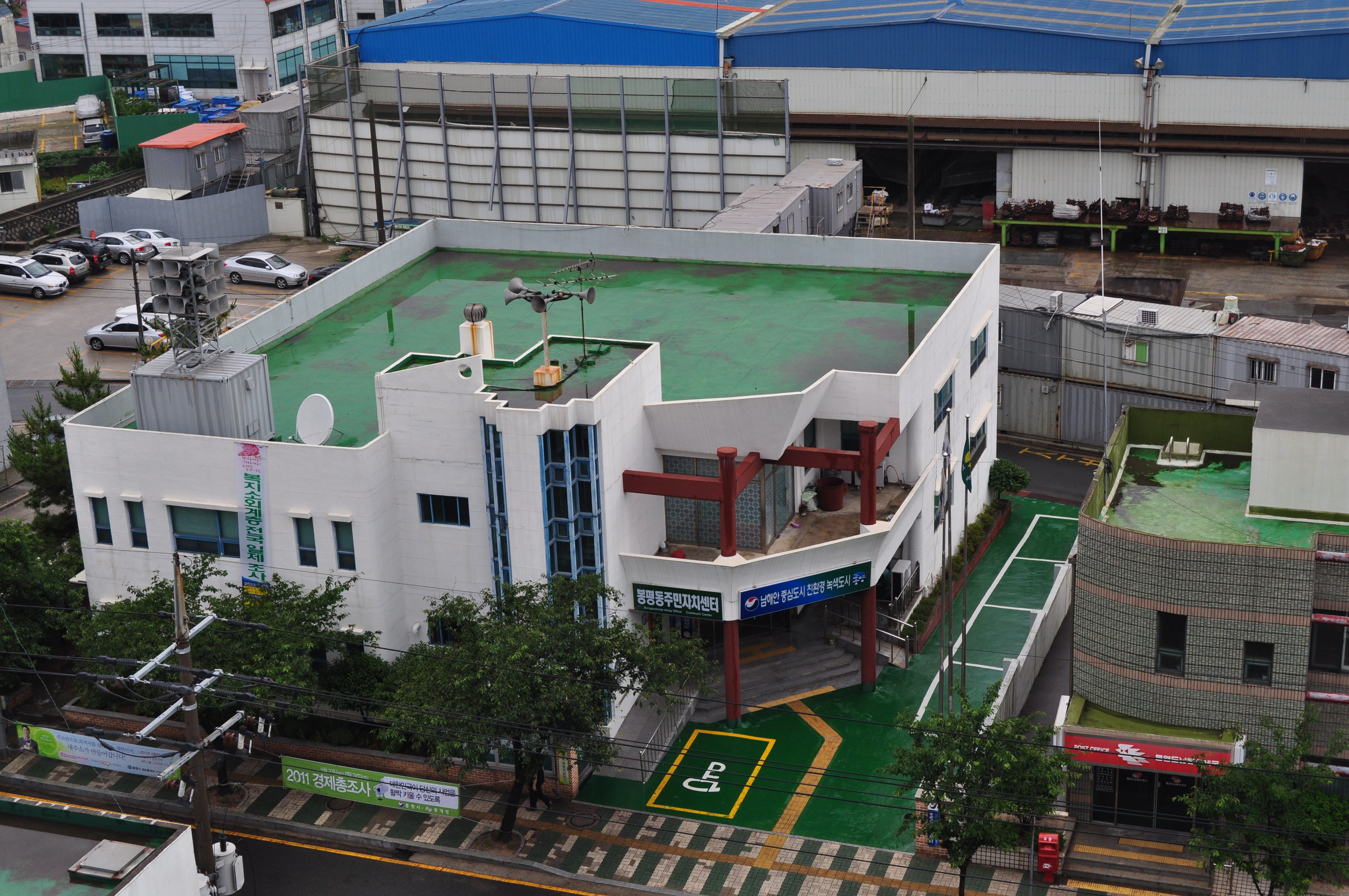
洞住民センターの例。慶尚南道統営市鳳坪洞住民センター

### 沿革
独立後、日本式の行政区域である「町」は「洞」に統一され、また日本に由来する名称は原則として廃止された（例：明治町→明洞、長谷川町→小公洞）。
韓国では長らく末端の行政区画が、郡部では里、市部では洞と区別され、邑の市への昇格や邑・面の市への編入（あるいは合併）によって里が洞に改称されてきた（なお、一部地域では邑・面の下位行政区画は「里」ではなく「洞」と呼ばれていたが、1988年の地方自治法の施行により「里」に改称された）。しかし1994年の地方自治法改正により、都農複合形態市では一つの市の中に洞と里がともに存在するようになった。

## 朝鮮民主主義人民共和国の洞
朝鮮民主主義人民共和国の洞は、市街地に置かれる行政区画の一つ。市、もしくは市を細分化した区域の下に置かれる（例：平壌市普通江区域慶興洞）。

## その他
日本語の「町内」に相当する、「トンネ」（동네（洞―）、あるいは동내（洞内））という言葉がある。